# Maple Leafs de Toronto
Pour les articles homonymes, voir Maple Leafs de Toronto (homonymie).
Les Maple Leafs de Toronto, sont une franchise de hockey sur glace professionnel. Depuis 1917[Depuis quand ?], le club des Maple Leafs de Toronto fait partie de la Ligue nationale de hockey (LNH) et est situé à Toronto, au Canada. Par le passé, l'équipe a porté les noms d'Arenas de Toronto de 1917 à 1919 puis de Saint-Patricks de Toronto de 1919 à 1926.
Les Maple Leafs ont remporté treize Coupes Stanley dans leur histoire. Leur dernière victoire remonte à la saison 1966-1967 avant l'expansion de 1967 qui marque la fin de l'époque des six équipes originales.

## Palmarès
L'équipe fait partie des six équipes originales de la LNH.
- Coupe Stanley
  - 1918, 1922, 1932, 1942, 1945, 1947, 1948, 1949, 1951, 1962, 1963, 1964 et 1967.
- Trophée O'Brien
  - 1918
  - 1926
- Trophée Prince de Galles
  - 1947-1948
  - 1962-1963

## Historique

### Les Arenas

#### Création de la franchise

Le logo des Arenas.

La Ligue nationale de hockey est créée le 26 novembre 1917 après une rencontre entre les représentants de l'Association nationale de hockey à l’hôtel Windsor de Montréal. Les propriétaires des Canadiens de Montréal, Wanderers de Montréal, Sénateurs d'Ottawa, Bulldogs de Québec et Arenas de Toronto décident de créer une nouvelle ligue afin d'exclure Edward J. Livingston, propriétaire de la concession de l'Association nationale de hockey des Blueshirts de Toronto, et ainsi ne pas lui permettre d'être impliqué dans leurs futures opérations de hockey. Cela dit, étant donné qu'il est alors inconcevable que la ville de Toronto, à l'époque la deuxième plus grande ville canadienne, ne possède pas une équipe, ils décident alors de créer une franchise. En général on nomme cette franchise les Arenas, par contre ils ne furent officiellement nommés sous ce nom que lors de leur deuxième saison.
La décision de former la LNH s'avère presque désastreuse puisqu'elle doit affronter plusieurs autres ligues dont l'Association de hockey de la Côte du Pacifique – souvent désignée par le sigle PCHA correspondant à son nom anglais : Pacific Coast Hockey Association – mais est également confrontée à la Première Guerre mondiale qui a « enrôlé » de nombreux talents. Avant le début de la saison 1917-1918, la ligue qui a décidé de ne conserver que quatre équipes doit choisir qui des Bulldogs de Québec ou des Arenas jouent la première saison en compagnie des Canadiens, des Wanderers et des Sénateurs. Les Bulldogs préfèrent prendre une pause et louer ses joueurs aux autres formations : Jack McDonald, Dave Ritchie, George Carey et Jack Marks rejoignent les Wanderers ; Joe Malone, Joe Hall et Walter Mummery prennent la direction des Canadiens ; Rusty Crawford devient membre des Sénateurs ; Harry Mummery et Skull Johnson sont intégrés à l'effectif de Toronto.

#### Les premières saisons et la Coupe Stanley
Le premier match de l'équipe est joué le 19 décembre 1917 contre les Wanderers de Montréal. Le match se finit sur un score de 10 buts à 9 pour les Wanderers. Reg Noble marque le premier but de l'histoire des Arenas malgré cette défaite. C'est l'unique victoire de l'équipe de Montréal, qui voit sa patinoire partir en fumée au bout de six matchs.
Lors du premier match entre Toronto et Montréal, 700 personnes seulement assistent à la rencontre, ceci malgré les billets gratuits offerts aux soldats en uniforme. La patinoire est extérieure et il n'y a qu'un point d'engagement situé au centre de la glace. La partie qui se solde sur le score 10 à 9 est arbitrée par Tom Melville et Jack Marshall. Les médias de Toronto qui couvrent la rencontre blâment les gardiens de l'équipe, Sammy Hebert et son remplaçant en deuxième période Arthur Brooks, pour leur faible performance devant les buts. Les journaux écrivent également que le gérant du club, Charlie Querrie, est déjà à la recherche d'un autre gardien et le nom de Hap Holmes est avancé.
Reg Noble termine meilleur pointeur de l'équipe avec 40 points alors que Joe Malone des Canadiens de Montréal termine avec 48 points, soit 44 buts. Cette franchise gagne lors de la première saison de la ligue la seconde partie du championnat et doit affronter les Canadiens de Montréal, vainqueurs de la première partie.
La finale de la LNH se joue en deux matchs aller-retour avec le vainqueur désigné au total cumulé des buts. Le premier match a lieu dans la patinoire de Toronto alors que le second est joué à Montréal. Chaque équipe remporte son match joué à domicile, mais, avec une avance de quatre buts à l'issue du match de Toronto, les joueurs des Arenas s'offrent le premier titre de champion des séries de la LNH. L'équipe remporte le trophée O'Brien du champion de la LNH et a donc une chance de remporter la Coupe Stanley en jouant la finale de la Coupe contre la meilleure équipe de l'autre ligue professionnelle d'Amérique du Nord : l'Association de hockey de la Côte du Pacifique.
En Amérique du Nord et depuis 1893, la Coupe Stanley est décernée au « club de hockey champion du Dominion » au terme de défis qui peuvent être lancés par n'importe quelle équipe. En raison de divergences de règlements entre les deux ligues, un système d'alternance est mis en place. Les parties sont jouées une fois avec les règles de la LNH et une autre fois avec celles de la PCHA. La différente principale entre les deux règlements réside dans le nombre de joueurs, six pour la LNH alors que la PCHA compte en plus le poste de rover. Les équipes remportent toutes les parties jouées sous les règles de leur ligue respective.
Malgré Taylor qui inscrit neuf buts, Toronto remporte la série trois matchs à deux et gagne la première Coupe Stanley de son histoire grâce à un but de Corbett Denneny lors du dernier match.
Au cours de la saison suivante, en raison de difficultés financières, les Arenas sont obligés d'arrêter de joueur au bout de huit matchs (sur dix prévus) au cours de la seconde partie du championnat.

### Les Saint-Patricks

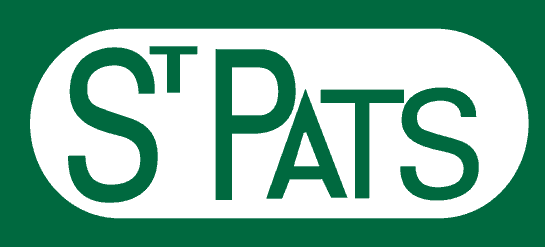
Le second logo des Saint-Patricks utilisé de 1923-1924 à la 1924-1925

Dès la saison 1919-1920, une nouvelle équipe voit le jour à Toronto, les Saint-Patricks. La franchise existe sous ce nom de la saison 1919-20 à la saison 1925-1926 et remporte en 1922, la seconde Coupe Stanley en battant les Sénateurs d'Ottawa en finale de la LNH et les Millionnaires de Vancouver de la PCHA en finale de la Coupe.
En 1926, une nouvelle franchise voit le jour dans la LNH les Rangers de New York. Tex Rickard fondateur de la franchise fait venir Conn Smythe afin de composer une seconde équipe dans la ville de New York (la première étant les Americans de New York). Smythe fait signer un certain nombre de joueurs qui participeront à la conquête de la première Coupe Stanley de l'histoire des Rangers en 1928 : Bill Cook, Frank Boucher, Ching Johnson, et Taffy Abel. Cependant, Smythe, ne s'entendant plus avec son président, ne fait plus partie de l'organisation, il est remercié à la fin de la saison et le 14 février 1927 il rachète les Saint-Patricks. Il décide alors de changer le nom en Maple Leafs afin d'honorer l'équipe de baseball de la ville qui évolue depuis 30 ans en ligue mineure.

### Les Maple Leafs

#### L'époque Conn Smythe

Premier logo de l'équipe.

Charlie Querrie le propriétaire des Saint-Patricks perd un procès et décide donc de vendre la franchise. Malgré une offre faite 200 000 dollars par un groupe de Philadelphie, Conn Smythe arrive à convaincre Querrie que son devoir envers la ville est plus important que l'argent. Querrie accepte donc l'offre de 160 000 dollars de Smythe.
Il garde encore pour la fin de la saison la couleur verte du maillot des Saint-Patricks mais dès la nouvelle saison, le maillot des Leafs prend pour la première fois les couleurs bleu et blanc.
Après quatre saisons quelconques, Smythe et les Leafs font leurs débuts dans leur nouvelle patinoire : le Maple Leaf Gardens, avec une défaite 2 buts à 1 contre les Black Hawks de Chicago le 12 novembre 1931. Heureusement pour les Leafs, la première saison se finit bien et la « Kid Line » (la ligne des jeunes) composée de Busher Jackson, Joe Primeau et Charlie Conacher mène l’équipe vers sa troisième Coupe Stanley, la première sous la nouvelle appellation. En séries éliminatoires, les Leafs battront l’équipe du frère aîné de Conacher, Lionel, et les Maroons de Montréal puis au tour suivant, en demi-finales, les Bruins de Boston en six matchs (avec le dernier match gagné en prolongation). En finale, Smythe peut prendre sa revanche et voit son équipe battre les Rangers. Au cours de la saison suivante, les Leafs auront le même parcours pour les séries mais cette fois-ci perdront contre les Rangers.
En 1933, l’attaquant des Leafs, Ace Bailey, frôle la mort à la suite d'une mise en échec par derrière du défenseur des Bruins, Eddie Shore. Bailey vient percuter à pleine vitesse le bord de la patinoire et l’accident met fin à sa carrière.
Au cours des sept saisons qui vont suivre, les Maple Leafs vont atteindre à cinq reprises la finale de la Coupe Stanley mais ne la gagneront pas une seule fois
Lors des séries finales de 1942, l’histoire semble se répéter alors que Toronto est mené trois matchs à zéros par les Red Wings de Détroit. Au cours du match no 4, l’attaquant de quatrième ligne, Don Metz, a inscrit un tour du chapeau permettant à son équipe de jouer un cinquième match puis un sixième grâce à un but vainqueur de ce même Metz. Au cours du match six, le gardien de but Turk Broda réalise un blanchissage et lors du dernier match de la série Sweeney Schriner donne la victoire au Leafs en réalisant un doublé pour une victoire 3 buts à 1. À la fin de la saison, le capitaine des Leafs Syl Apps reçoit le trophée Lady Byng pour son comportement exemplaire sur la glace. En effet, il finit la saison sans jamais avoir été pénalisé et possède en dix saisons une moyenne de 5 minutes et 36 seconds de pénalité par saison. Dans l’histoire du sport professionnel nord-américain se fut la première fois qu’une équipe menée 3 matchs à 0 en séries finales arrive à renverser la vapeur et finalement gagner la série. Sept ans plus tard, Apps interrogé par l’écrivain Trent Frayne déclare :
« Si vous me demandez de dire quelle est ma plus grande soirée de hockey mais aussi le moment le plus intense que j’ai connu, je répondrais qu’il s’agit du bruit de l’aiguille de la dernière seconde avant la fin du match. C’est quelque chose que je n’oublierais jamais. »
Trois ans après cette finale, les joueurs héroïques de 1942 sont plus âgés et les Leafs se tournent vers une nouvelle génération avec des joueurs comme le gardien Frank McCool ou encore le défénseur Babe Pratt. Encore, une fois en 1945, l’équipe bat les Red Wings de Détroit en finale de la Coupe Stanley.
En 1946-1947, les Canadiens de Montréal, champions en titre, et leur « Punch line » (composée de Maurice « Rocket » Richard, Toe Blake et Elmer Lach), mènent la vie dure aux Maple Leafs mais Ted « Teeder » Kennedy marque le but vainqueur au cours du sixième match offrant une nouvelle Coupe à l’équipe de Toronto. C'est la première d’une série de trois coupes consécutives. Les Maple Leafs de Toronto deviennent alors la première équipe de la LNH à réaliser une telle performance. De plus avec la victoire en 1948, les Maple Leafs deviennent, à l’époque, l’équipe la plus titrée de la ligue. Il faudra attendre 10 ans plus tard, pour voir les Canadiens repasser devant.
Les Leafs et les Habs se rencontrent une nouvelle fois en finale de la Coupe Stanley 1951 sur cinq matchs qui tourneront à l’avantage des Maple Leafs. Les cinq matchs ont tout de même été très disputés avec des prolongations à chaque fois. Les Canadiens ont même faillis gagner le match no 5 mais alors qu’il reste 42 secondes dans le temps réglementaire, Tod Sloan propulse les deux équipes en prolongations et le défenseur, Bill Barilko, auteur de seulement six buts au cours de la saison, inscrit le but de la victoire offrant à son équipe une quatrième Coupe en cinq saisons. La gloire de Barilko est éphémère puisqu’il disparaît dans un accident d’avion quatre mois plus tard. Conn Smythe promit une récompense de 10 000 dollars à celui qui pourrait trouver la trace de Barilko, disparu depuis le 26 août. Barilko et son dentiste, le docteur Henry Hudson, disparurent alors qu'ils étaient dans un avion. Les restes de l'avion furent retrouvés dix ans plus tard.

#### Nouvelle dynastie, les années 1960

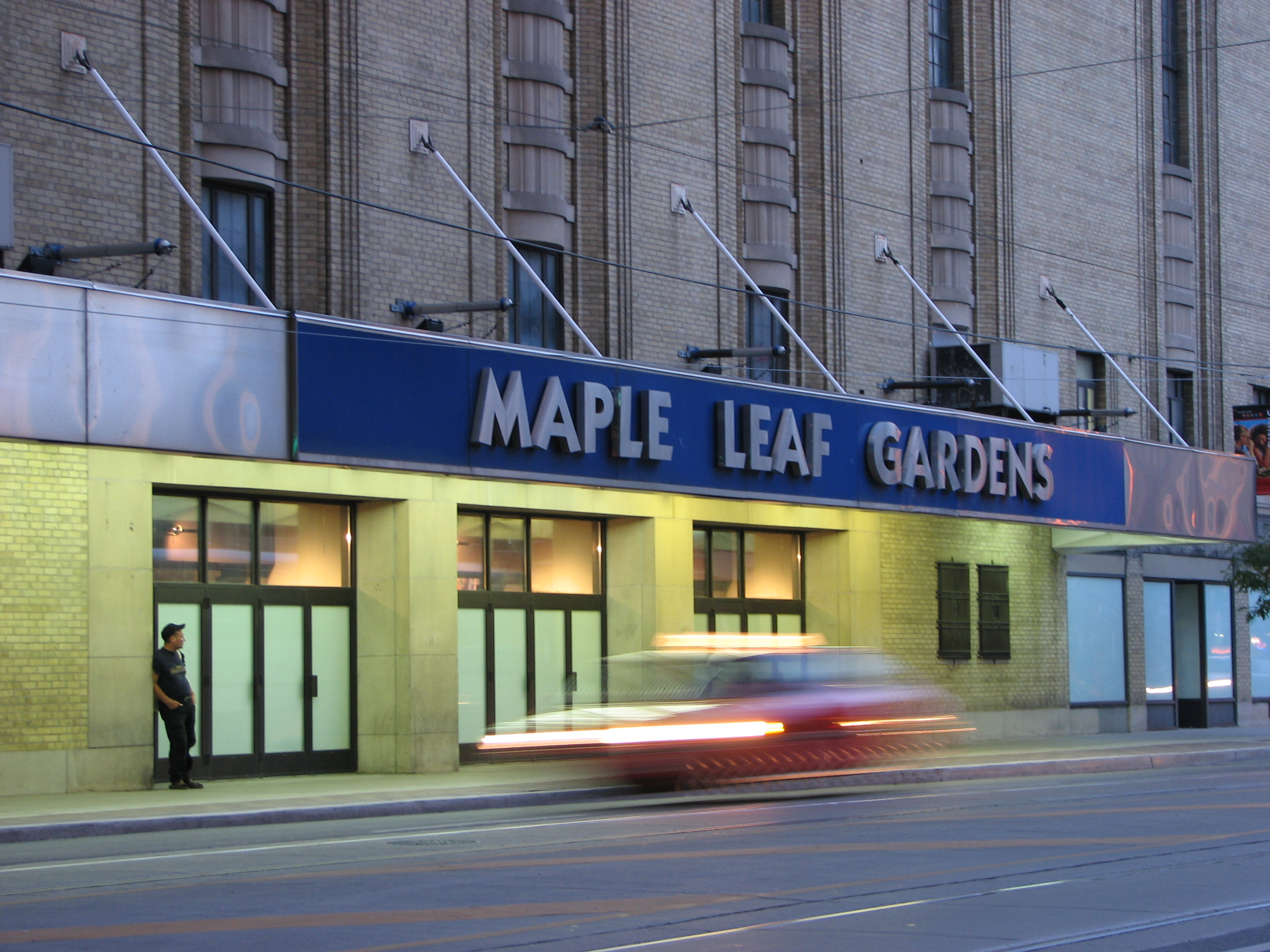
Le Maple Leaf Gardens.

À la suite du titre de 1951, les Maple Leafs voient leur jeu se détériorer au cours du temps et les équipes des Red Wings et des Canadiens enchaînent les titres les uns après les autres. Il faut attendre la saison 1961-1962 de la LNH pour voir l’équipe gagner une nouvelle Coupe Stanley. Avant le début de la saison, Smythe avait vendu ses droits sur le Maple Leaf Gardens à un partenariat entre son fils, Stafford Smythe, John Bassett (propriétaire de journaux locaux) et le président des Marlboros de Toronto, Harold Ballard.
L’équipe réussit encore une fois à enchaîner trois victoires en finale de la Coupe Stanley entre 1962 et 1964. L’équipe compte alors dans ses rangs les joueurs suivants : Frank Mahovlich, Red Kelly, Johnny Bower, Dave Keon, Andy Bathgate et Tim Horton sous la direction de l’entraîneur et directeur général de l’équipe, Punch Imlach. Malgré le succès de l’équipe, Bathgate n’apprécie pas Imlach et à la fin de la saison 1964-1965, il le fait savoir à tout le monde lors d’une interview :
« Imlach ne nous a quasiment pas parlé de la saison que ce soit à Frank Mahovlich ou à moi-même. Quand il nous adressait la parole, c’était uniquement pour critiquer. Frank avait pour habitude de ne relever que le pire de chacun d’entre nous. Nous sommes des athlètes, nous ne sommes pas des machines et Frank est du type des joueurs qui ont besoin de se sentir soutenir. »
La conséquence logique de ces mots fut le transfert de Bathgate pour les Red Wings de Détroit même si Mahovlich resta encore quelques années au sein de l’équipe.
La finale 1967 de la Coupe Stanley représente la dernière confrontation entre les Leafs et les Canadiens, ces derniers étant alors considéré comme les favoris de la finale, les critiques affirmant que l’équipe de Toronto n’était alors qu’un amas de restes d’anciens joueurs vedettes (« has beens »).
Malgré cela, au cours de la seconde prolongation du troisième match, Bob Pulford permet à Toronto de gagner le match et Jim Pappin inscrit le but de la victoire pour le sixième match et la Coupe Stanley. Dave Keon remporte alors le trophée Conn-Smythe en tant que meilleur joueur (MVP) des séries.
En 1968, Mahovlich est inclus dans un transfert massif entre Toronto et les Red Wings puis à la suite de l’élimination précoce de l’équipe au cours des séries de 1969, Smythe renvoie Imlach ce qui fait réagir Horton. Il déclare alors que si l’équipe ne veut pas d’Ilmach, il suppose que l’équipe ne veut pas de lui non plus. L’année d’après, il rejoint les Rangers de New York.

#### Les années Ballard
À la suite de la mort de Smythe en 1980, Harold Ballard gagne le contrôle de l’équipe au cours de la saison 1971-1972 de la LNH et devient l’un des propriétaires les plus détestés de l’histoire de la franchise, échangeant les joueurs les plus aimés du public ou encore refusant et bloquant le transfert de Dave Keon vers une autre équipe de la LNH. Ce dernier décide alors de quitter la LNH et de rejoindre en 1975, les Fighting Saints du Minnesota de l'Association mondiale de hockey (AMH). Ballard considère que quelle que soit l’équipe alignée et quel que soit son talent, les matchs se joueraient tous à guichets fermés et refuse alors d’augmenter l’enveloppe des salaires plus que de raison.
Au cours des années 1970, le paysage du hockey nord-américain n’est plus le même : en effet, en 1967, la LNH intègre six nouvelles franchises et les joueurs peuvent partir évoluer dans une autre ligue professionnel, l’AMH. Malgré cela, les Maple Leafs se composent de joueurs talentueux : Darryl Sittler (meilleur pointeur de tous les temps de l’équipe), Lanny McDonald, Keon, Tiger Williams  et Börje Salming. L’équipe constitue alors un adversaire honorable dans la LNH même s’ils n’arrivent qu’une seule fois le deuxième tour des séries en battant les Islanders de New York. La série s’arrête en demi-finale en quatre matchs perdus contre les rivaux éternels des Canadiens de Montréal.
Le 7 février 1976, Sittler inscrit six buts et réalise quatre passes décisives au cours d’un match contre les Bruins de Boston.
En juillet 1979, Ballard fait revenir Imlach au sein de l’organisation en tant que directeur général. Quand en 29 décembre, les Leafs envoient McDonald, ami de Sittler, au sein des Rockies du Colorado, un membre anonyme des Leafs déclare au Toronto Star que Ballard et Imlach feraient n’importe quoi pour saper le moral de Sittler et que le transfert de McDonald a pour but unique de diminuer l’importance de Sittler au sein de l’équipe. Celui-ci, ainsi que d’autres joueurs des Maple Leafs, tous membres de l’Association des joueurs de la Ligue nationale de hockey, luttaient afin d’obtenir des meilleurs contrats. À la suite du transfert, les joueurs dévastèrent les vestiaires et Sittler refusa, temporairement, de porter le « C » pour les Maple Leafs. L’agent de Sittler, Alan Eagleson, qui était également directeur exécutif de la LNH déclara que toute cette histoire manquait de classe. Deux ans plus tard, Sittler rejoint les Flyers de Philadelphie.
À la suite du départ de McDonald, le niveau des Leafs ne fait que baisser et ne doivent leur présence dans les séries qu’à la présence des Nordiques de Québec – ancienne équipe de l’AMH – qui finissent derniers de la division Adams. Ironiquement, Ballard était un de ceux qui s’étaient opposé à l’intégration des quatre équipes de l’AMH au début de la saison : il n’avait toujours pas digéré voir son équipe décimée par les départs de ces meilleurs joueurs vers l’AMH. De plus trois des quatre franchises étant basées au Canada (les Nordiques, les Jets de Winnipeg et les Oilers d'Edmonton) cela impliquait une baisse des revenus télévisuels pour les Maple Leafs.
Au cours des douze années suivantes, les Maple Leafs ne sont plus au niveau de leur jeu d’antan et ne constituent une menace pour personne. Ils ne se qualifient que six fois pour les séries. Le seul avantage de cette période noire des Maple Leafs est qu’ils furent à même de choisir de nombreux joueurs talentueux au cours des repêchages (Wendel Clark par exemple).

#### Le renouveau, les années 1990
Ballard meurt en 1990, et Steve Stavro, ami de longue date de Ballard rachète l’équipe avec l’aide d’un partenariat local.
Après la saison 1991-1992, l’ancien directeur général des Flames de Calgary Cliff Fletcher prend la tête de l’équipe et commence à redresser l’équipe.
En 1992-1993, les Leafs comptent dans leur rang Doug Gilmour (ancien Flames) qui inscrit 32 buts et 95 aides. Il est épaulé par Dave Andreychuk (25 buts en 31 matchs) et par le gardien de but Félix Potvin. Toronto finit la saison avec un total record dans leur histoire (99 points) et sont alors troisième de leur division. Les Leafs battent alors les Red Wings de Détroit en première ronde puis les Blues de Saint-Louis.
Les fans des Leafs se prennent à rêver d’une finale contre les Canadiens de Montréal, ces derniers jouant contre les Islanders de New York en finale de la conférence Prince de Galles. Avant cela, il faut se qualifier face à l’équipe de Wayne Gretzky, les Kings de Los Angeles. Cela semble bien entamé pour les Leafs qui mènent 3 matchs à 2 mais ils perdent tour à tour le sixième match et le septième à cause d’un tour du chapeau de Gretzky.
Ceux qui espéraient avoir une finale 100 % canadienne la saison passée, furent partiellement comblés lors des séries 1993 avec une finale de conférence entre Toronto et les Canucks de Vancouver. Cela dit, les Maple Leafs ne sont pas à la hauteur et perdent en cinq matchs.
Après deux saisons sans qualification pour les séries éliminatoires, les Leafs se qualifient en 1999 après avoir quitté le Maple Leaf Gardens pour emménager dans leur nouveau domicile le Centre Air Canada. Mats Sundin, qui a rejoint l’équipe en 1994, en provenance des Nordiques de Québec connaît une de ses meilleurs saisons avec 31 buts et un total de 83 points.  Sergei Berezin inscrit 37 buts, Curtis Joseph gagne 35 matchs avec une moyenne de buts alloué de 2,56 buts par match et Tie Domi totalise 198 minutes de pénalités. En séries, les Leafs éliminent tour à tour les Flyers de Philadelphie puis les Penguins de Pittsburgh avant de perdre en finale de la conférence de l'Est en cinq matchs contre les Sabres de Buffalo.
En 2000 et 2001, les Maple Leafs vont parvenir à se hisser au second tour des séries mais à chaque fois ils vont perdre contre les Devils du New Jersey. La première de ces deux saisons est particulièrement notable du fait que les Maple Leafs ont réussi pour la première fois en 37 saisons à finir premiers de leur division avec pour la première fois de toute leur histoire plus de 100 points. Les Devils ont terni la saison en les éliminant aussi précocement dans les séries. De plus au cours du dernier match, les joueurs des Leafs n’ont pu réaliser que six tirs dans tout le match.
La saison 2001-2002 est particulièrement difficile pour la franchise avec les blessures qui s’accumulent mais l’équipe arrive tout de même à se qualifier pour les séries. Après deux premiers tours passés contre les Islanders de New York puis contre les Sénateurs d'Ottawa, l’équipe perd une nouvelle fois en finale de conférence contre le « petit Poucet » des séries, les Hurricanes de la Caroline.
À la fin de la saison, le gardien de but des Maple Leafs, Curtis Joseph, décide de rejoindre les champions en titre, les Red Wings de Détroit et l’équipe trouve immédiatement un remplaçant en la personne du vétéran Ed Belfour, champion 1999 avec les Stars de Dallas. Belfour ne peut rien faire pour empêcher son équipe de perdre au cours des séries 2003 en sept matchs du premier tour contre les Flyers mais la saison suivante s’annonce sous de meilleurs augures avec un camp d’entraînement en  Suède avec des matchs de préparation contre des équipes de championnats finlandais et suédois. La franchise finit la saison avec un total record de 104 points et se classe quatrième dans la conférence. Pour la quatrième fois en cinq saisons, les Leafs battent les Sénateurs au premier tour mais sont éliminés au tour suivant par les Flyers.
À la suite du lock-out 2004-2005 des joueurs de la LNH, les Leafs dixièmes de la conférence ne parviennent pas à se qualifier pour les séries 2006.
Les Maple Leafs sont la seule des six équipes originales à ne pas avoir atteint une seule fois la finale de la Coupe Stanley depuis 1967 et l’expansion de la LNH.

#### Depuis 2006
Le 28 janvier 2006, les Leafs perdent leur huitième match consécutif et réalisent une « performance » unique depuis les dix ans de présence de Pat Quinn derrière le banc. Logiquement, l’équipe aurait dû changer d’entraîneur mais l’impact médiatique que cela aurait eu autour du futur entraîneur de l’équipe du Canada lors des jeux olympiques d'hiver de 2006 de Turin était tel que les dirigeants ont préféré garder Quinn.
Malgré un réveil en fin de saison avec notamment un temps de jeu augmenté pour le gardien de but habituel des Marlies de Toronto, Jean-Sébastien Aubin, les Maple Leafs ne parviennent pas à se qualifier pour les séries éliminatoires ce qui n’était plus arrivé depuis 1998. Cette fois-ci, Pat Quinn et son adjoint Rick Ley sont renvoyés cinq jours après la fin de la saison. Ce départ s’accompagne également du départ du défenseur Aki-Petteri Berg.
Paul Maurice, entraîneur des Marlies et ancien entraîneur des Hurricanes de la Caroline devient l’entraîneur de l’équipe des Maple Leafs. L’équipe prolonge également le contrat de leur défenseur vedette, Bryan McCabe, le 28 juin pour un contrat de cinq ans.
Au cours du repêchage 2006, les Leafs choisissent Jiří Tlustý en première ronde (13e choix) et font venir le gardien, vainqueur 2004 du trophée Calder, Andrew Raycroft (en échange de Tuukka Rask).
L’équipe 2006-2007 des Maple Leafs est menée par des joueurs  expérimentés tels que Mats Sundin, Bryan McCabe ou encore Tomas Kaberle. Des nouveaux joueurs sont également venus renforcer l’équipe qui aura vu au cours de l’intersaison, les départs de plusieurs cadres de l’équipe tels que Tie Domi, néo retraité, Eric Lindros (transféré aux Stars de Dallas) ou encore Ed Belfour (jouant maintenant avec les Panthers de la Floride). 
Les nouveaux joueurs se nomment : Hal Gill, Pavel Kubina et Michael Peca
Après une première moitié de saison laborieuse, les Leafs congédie leur directeur général John Ferguson Jr. le 22 janvier 2008. Cliff Fletcher prend alors le poste par intérim.
Le nouveau directeur général par intérim congédie, le 7 mai 2008, Paul Maurice qui était entraîneur-chef de la formation canadienne depuis 2006. Fletcher nomme Ron Wilson à titre d'entraineur-chef de l'équipe, quelques semaines plus tard.
Le 29 novembre 2008, la direction des Maple Leafs embauche Brian Burke à titre de président et de directeur général de l'équipe.
Lors de la saison 2011-2012, les Maple Leafs connaissent une mauvaise séquence après le match des étoiles. Devant le mécontentement populaire et la pression de plus en plus forte, Burke se voit obliger de montrer la porte à Ron Wilson, le 2 mars 2012. Il le remplace par Randy Carlyle.
Après plus de 4 ans à la tête de l'équipe, Brian Burke est congédié le 9 janvier 2013. Il est remplacé par son adjoint, Dave Nonis.
Le 29 août 2017, MLSE, propriétaire de l'équipe, annonce avoir accordé, pour la somme de 800 millions de dollars, les droits de « naming » de son amphithéâtre à la Banque Scotia. Les Maple Leafs évolueront donc pour les vingt prochaines années au Scotiabank Arena, à compter de la saison 2018-2019.

## Affiliations

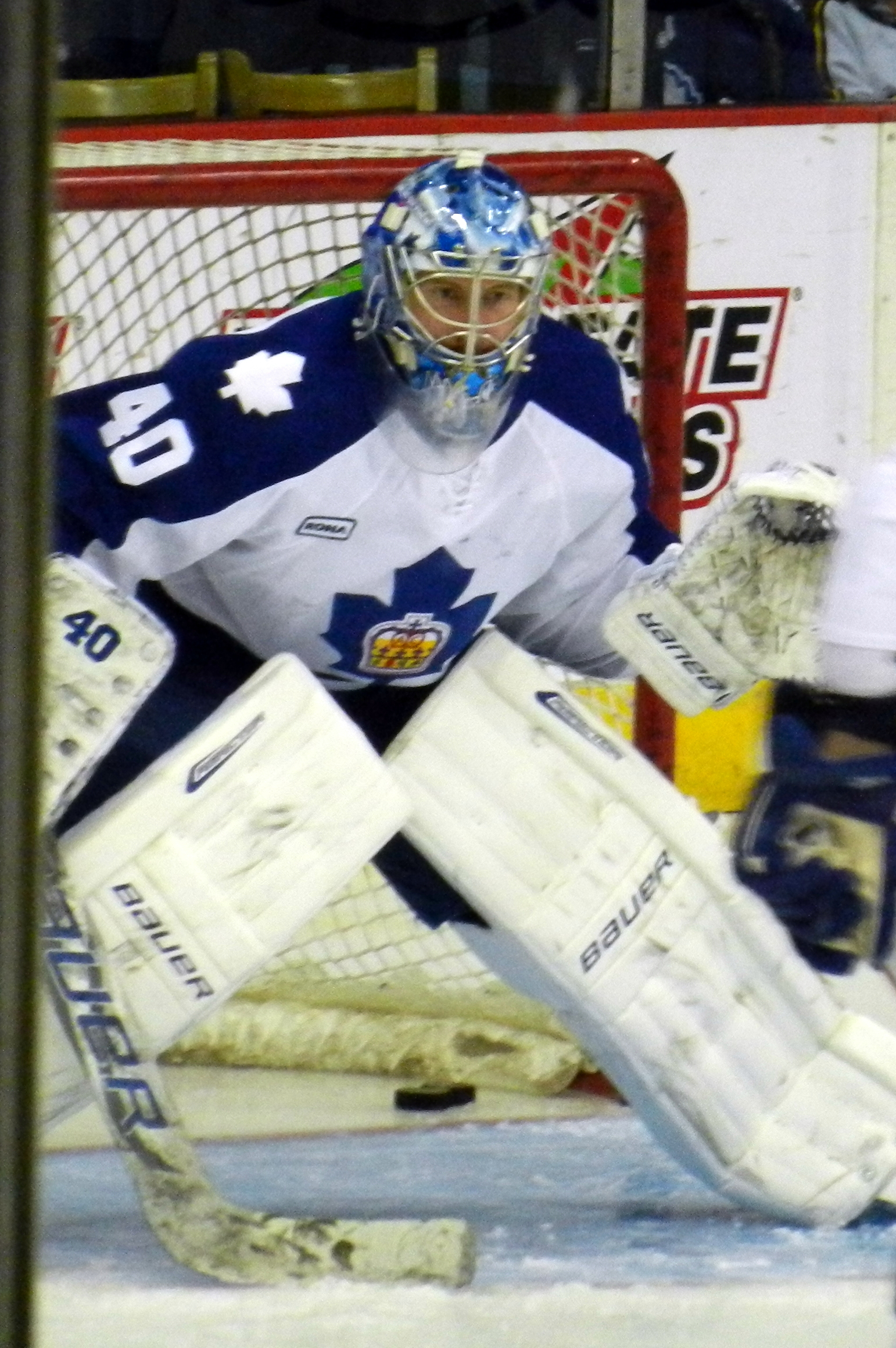
Jussi Rynnäs sous les couleurs des Marlies de Toronto, équipe affiliée à Boston dans la Ligue américaine de hockey.

Les franchises de la Ligue nationale de hockey ayant un effectif limité par convention, elles sont « affiliées » chaque saison à une ou plusieurs équipes de ligues moins importantes. Ceci leur permet de recruter de jeunes joueurs lors des repêchages annuels tout en leur permettant de continuer leur développement sans les lancer trop tôt dans le « grand bain ». De plus, ces équipes affiliées (aussi nommées clubs-écoles ou farm team en anglais) constituent une réserve de talents pour les franchises de la LNH qui font appel à eux au gré des blessures et/ou méformes des joueurs de l'effectif de départ. À l'exception de quelques équipes propriétaires elles-mêmes de leur club-école, les affiliations sont conclues par une entente contractuelle et ne sont donc pas figées dans le temps. Depuis leurs débuts, les Maple Leafs ont été affiliés aux équipes suivantes :
- 1927-1928 : Ravinas de Toronto (Can-Pro)
- 1932-1933 : Stars de Syracuse (LIH)
- 1934-1939 : Stars de Syracuse (LIH puis LAH à partir de 1936)
- 1939-1940 : Hornets de Pittsburgh (LAH)
- 1942-1943 : Reds de Providence (LAH)
- 1945-1956 : Hornets de Pittsburgh (LAH)
- 1955-1956 : Warriors de Winnipeg (WHL)
- 1956-1969 : Americans de Rochester (LAH)
- 1960-1961 : Wolves de Sudbury (EPHL)
- 1963-1964 : Invaders de Denver (WHL)
- 1964-1973 : Oilers de Tulsa (LCH)
- 1966-1967 : Maple Leafs de Victoria (WHL)
- 1967-1974 : Roadrunners de Phoenix (WHL)
- 1969-1970 : Bisons de Buffalo (LAH)
- 1973-1976 : Blazers d'Oklahoma City (LCH)
- 1976-1978 : Black Hawks de Dallas (LCH)
- 1978-1982 : Hawks du Nouveau-Brunswick (LAH)
- 1980-1981 : Black Hawks de Dallas (LCH)
- 1981-1982 : Tigers de Cincinnati (LCH)
- 1982-1986 : Saints de Saint Catharines (LAH)
- 1986-1991 : Saints de Newmarket (LAH)
- 1991-2005 : Maple Leafs de Saint-Jean (LAH)
- Depuis 2005 : Marlies de Toronto (LAH)

### Affiliations secondaires
En plus de ces équipes, les franchises de la LNH possèdent une ou des affiliations dites « secondaires » avec des équipes évoluant dans des ligues mineures. Ces équipes, sont généralement utilisées comme réservoir pour les équipes précédentes en cas d'absence de joueurs blessés ou partis évoluer avec une équipe de la LNH. Au cours de leur histoire, les Maple Leafs ont eu les affiliations secondaires suivantes :
- 1956-1957 : Warriors de Winnipeg (WHL)
- 1968-1971 : Checkers de Charlotte (EHL)
- 1969-1971 : Rockets de Jacksonville (EHL)
- 1971-1972 : Generals de Greensboro (EHL)
- 1974-1980 : Gears de Saginaw (LIH)
- 1980-1981 : Admirals de Milwaukee (LIH)
- 1980-1981 : Aces de Hampton (EHL)
- 1982-1983 : Gears de Saginaw (LIH)
- 1983-1984 : Mohawks de Muskegon (LIH)
- 1985-1986 : Spirits de Flint (LIH)
- 1985-1988 : Admirals de Milwaukee (LIH)
- 1985-1986 : Goaldiggers de Toledo (LIH)
- 1992-1993 : Smoke Bramtford (UHL)
- 1992-1993 : IceCaps de Raleigh (ECHL)
- 1993-1994 : Stingrays de la Caroline du Sud (ECHL)
- 2002-2003 : Generals de Greensboro (ECHL)
- 2004-2006 : Ice Pilots de Pensacola (ECHL)
- 2006-2008 : Inferno de Columbia (ECHL)
- 2008-2012 : Royals de Reading (ECHL)
- 2013-2018 : Solar Bears d'Orlando (ECHL)
- Depuis 2018 : Growlers de Terre-Neuve (ECHL)

## Les logos

### Logos primaires

Logo en 1926-1927
Logo de 1927 à 1938
Logo de 1938 à 1963
Logo de 1963 à 1967
Logo de 1967 à 1970
Logo de 1970 à 1982
Logo de 1982 à 1987
Logo de 1987 à 2016
Logo depuis 2016

### Logos secondaires

Logo de 1970 à 1982
Logo de 1982 à 1987
Logo de 1987 à 1992
Logo de 1992 à 2000
Logo de 2000 à 2007
Logo de 2010 à 2016

## Les joueurs et entraîneurs

### Effectif actuel
| No    | Nom                  | Nat. | Position                   | Arrivée                        | Salaire        |
| ----- | -------------------- | ---- | -------------------------- | ------------------------------ | -------------- |
| +041, | Anthony Stolarz      |      | Gardien                    | 2024 - Agent libre             | +02 500 000, $ |
| +060, | Joseph Woll          |      | Gardien                    | 2016 - Repêchage               | +03 666 667, $ |
| +002, | Simon Benoit         |      | Défenseur                  | 2023 - Agent libre             | +01 350 000, $ |
| +008, | Christopher Tanev    |      | Défenseur                  | 2024 - Stars de Dallas         | +04 500 000, $ |
| +022, | Jake McCabe          |      | Défenseur                  | 2023 - Blackhawks de Chicago   | +04 513 102, $ |
| +025, | Brandon Carlo        |      | Défenseur                  | 2025 - Bruins de Boston        | +04 100 000, $ |
| +044, | Morgan Rielly – A    |      | Défenseur                  | 2012 - Repêchage               | +07 500 000, $ |
| +051, | Philippe Myers       |      | Défenseur                  | 2024 - Agent libre             | +00850 000, $  |
| +095, | Oliver Ekman-Larsson |      | Défenseur                  | 2024 - Agent libre             | +03 500 000, $ |
| -     | Henry Thrun          |      | Défenseur                  | 2025 - Sharks de San José      | +01 000 000, $ |
| +011, | Max Domi             |      | Ailier/Centre              | 2023 - Agent libre             | +03 750 000, $ |
| +018, | Steven Lorentz       |      | Centre/Ailier gauche       | 2024 - Agent libre             | +01 350 000, $ |
| +019, | Calle Järnkrok       |      | Centre                     | 2022 - Agent libre             | +02 100 000, $ |
| +023, | Matthew Knies        |      | Ailier gauche/Ailier droit | 2021 - Repêchage               | +07 750 000, $ |
| +024, | Scott Laughton       |      | Centre/Ailier gauche       | 2025 - Flyers de Philadelphie  | +03 000 000, $ |
| +034, | Auston Matthews – C  |      | Centre                     | 2016 - Repêchage               | +13 250 000, $ |
| +055, | Nicolas Roy          |      | Centre/Ailier droit        | 2025 - Golden Knights de Vegas | +03 000 000, $ |
| +063, | Matias Maccelli      |      | Ailier                     | 2025 - Mammoth de l'Utah       | +03 425 000, $ |
| +064, | David Kämpf          |      | Centre                     | 2021 - Agent libre             | +02 400 000, $ |
| +065, | Michael Pezzetta     |      | Ailier gauche/Centre       | 2025 - Agent libre             | +00812 500, $  |
| +074, | Robert McCann        |      | Centre/Ailier gauche       | 2023 - Agent libre             | +01 350 000, $ |
| +088, | William Nylander     |      | Ailier droit               | 2014 - Repêchage               | +11 500 000, $ |
| +091, | John Tavares – A     |      | Centre                     | 2018 - Agent libre             | +04 388 420, $ |

### Joueurs du passé

#### Au Temple de la renommée
Voici une liste de tous les joueurs et bâtisseurs de l'histoire des Maple Leafs ayant fait leur place au Temple de la renommée du hockey avec leurs années d'intronisation.

##### Joueurs
- Jack Adams (1959)
- Glenn Anderson (2008)
- Syl Apps (1961)
- George Armstrong (1975)
- Ace Bailey (1975)
- Andy Bathgate (1978)
- Ed Belfour (2011)
- Max Bentley (1966)
- Leo Boivin (1986)
- Johnny Bower (1976)
- Turk Broda (1967)
- Harry Cameron (1962)
- Gerry Cheevers (1985)
- King Clancy (1958)
- Sprague Cleghorn(1958)
- Charlie Conacher (1961)
- Rusty Crawford (1962)
- Hap Day (1961)
- Gord Drillon (1975)
- Dick Duff (2006)
- Babe Dye (1970)
- Fernie Flaman (1990)
- Ron Francis (2007)
- Grant Fuhr (2003)
- Mike Gartner (2001)
- Eddie Gerard (1945)
- Doug Gilmour (2011)
- George Hainsworth (1961)
- Harry Holmes (1972)
- Red Horner (1965)
- Tim Horton (1977)
- Phil Housley (2015)
- Syd Howe (1965)
- Dick Irvin Sr. (intronisé en tant que joueur en 1958, entraîneur de Toronto en 1930-1940)
- Busher Jackson (1971)
- Red Kelly (1969)
- Ted Kennedy (1966)
- Dave Keon (1986)
- Brian Leetch (2004)
- Harry Lumley (1980)
- Frank Mahovlich (1981)
- Lanny McDonald (1992)
- Dickie Moore (1974)
- Larry Murphy (2004)
- Joe Nieuwendyk (2011)
- Frank Nighbor (1947)
- Reg Noble (1962)
- Bert Olmstead (1985)
- Bernie Parent (1984)
- Pierre Pilote (1975)
- Jacques Plante (1978)
- Babe Pratt (1966)
- Joe Primeau (1963)
- Marcel Pronovost (1978)
- Bob Pulford (1991)
- Borje Salming (1996)
- Terry Sawchuk (1971)
- Sweeney Schriner (1962)
- Darryl Sittler (1989)
- Allan Stanley (1981)
- Mats Sundin (2012)
- Norm Ullman (1982)
- Harry Watson (1994)

##### Bâtisseurs
- Al Arbour (intronisé en tant que bâtisseur en 1996, joueur de Toronto en 1961-1964 et 1965-1966)
- Harold Ballard (1977)
- J. P. Bickel (1978)
- Pat Burns (2014)
- Cliff Fletcher (2004)
- Jim Gregory (2007)
- Foster Hewitt (1965)
- William A. Hewitt (1947)
- Punch Imlach (1984)
- Lou Lamoriello (2009)
- Frank Mathers (intronisé en tant que bâtisseur en 1992, joueur de Toronto en 1948-1950 et 1951-1952)
- Howie Meeker (intronisé en tant qu'animateur en 1998, joueur de Toronto en 1946-1952, entraîneur de Toronto en 1956-1957)
- Roger Neilson (2002)
- Bud Poile (intronisé en tant que bâtisseur en 1990, joueur de Toronto en 1942-1947)
- Frank J. Selke (1960)
- Conn Smythe (1958)
- Carl Voss (intronisé en tant que bâtisseur en 1974, joueur de Toronto en 1926-1929)

#### Numéros retirés et honorés
Les Maples Leafs ont comme politique de retirer seulement les numéros portés par des joueurs qui ont apporté une contribution au Toronto Maple Leaf Hockey Club et dont la carrière s'est interrompue prématurément alors qu'ils portaient l'uniforme des Maple Leafs. Barilko (mort dans un accident d'avion en 1951) et Bailey (qui s'est retiré à la suite d'une blessure sévère à la tête en 1933) sont donc les seuls joueurs ayant eu leur chandail retiré le 17 octobre 1992. Les autres joueurs reconnus par le club pour leur contribution voient plutôt leurs numéros être honoré (le numéro reste disponible pour les joueurs actifs).
Le 15 octobre 2016, les Maple Leafs retirent les numéros de 16 joueurs qui avaient été honorés par l'équipe dans le passé. Le numéro 14 de Dave Keon est aussi retiré par la même occasion. L'initiative s'inscrit dans le cadre de la 100e saison dans l'histoire de l'organisation. 

##### Numéros retirés
| No  | Joueur                         | Position             | Carrière                                    | Date du retrait |
| --- | ------------------------------ | -------------------- | ------------------------------------------- | --------------- |
| 1   | Turk Broda Johnny Bower        | Gardien de but       | 1937-1952 1959-1970                         | 15 octobre 2016 |
| 4   | Hap Day Red Kelly              | Défenseur Centre     | 1924-1937 1961-1967                         | 15 octobre 2016 |
| 5   | Bill Barilko                   | Défenseur            | 1947-1951                                   | 17 octobre 1992 |
| 6   | Ace Bailey                     | Ailier gauche        | 1926-1933                                   | 14 février 1934 |
| 7   | King Clancy Tim Horton         | Défenseur            | 1931-1937 1950-1970                         | 15 octobre 2016 |
| 9   | Ted Kennedy Charlie Conacher   | Centre               | 1943-1955 ; 1956-1957 1931-1938             | 15 octobre 2016 |
| 10  | Syl Apps George Armstrong      | Centre               | 1937-1943 ; 1945-1948 1950-1969 ; 1970-1971 | 15 octobre 2016 |
| 13  | Mats Sundin                    | Centre               | 1994-2008                                   | 15 octobre 2016 |
| 14  | Dave Keon                      | Centre               | 1960-1975                                   | 15 octobre 2016 |
| 17  | Wendel Clark                   | Ailier gauche        | 1985-1994, 1996-1998, 1999-2000             | 15 octobre 2016 |
| 21  | Börje Salming                  | Défenseur            | 1973-1989                                   | 15 octobre 2016 |
| 27  | Frank Mahovlich Darryl Sittler | Ailier gauche Centre | 1957-1968 1970-1982                         | 15 octobre 2016 |
| 93  | Doug Gilmour                   | Centre               | 1991-1997 ; 2002-2003                       | 15 octobre 2016 |
| 99* | Wayne Gretzky                  | Centre               | 1978-1999                                   | 6 février 2000  |

* Numéro retiré pour toutes les équipes par la LNH lors du 50e Match des étoiles.

### Capitaines
Voici la liste des capitaines des Maple Leafs de Toronto
| Période     | Nom du ou des joueurs |
| ----------- | --------------------- |
| 1927        | Bertram Orian Corbeau |
| 1927-1937   | Clarence Day          |
| 1937-1938   | Charles Conacher      |
| 1938-1940   | George Horner         |
| 1940-1943   | Syl Apps              |
| 1943-1945   | Robert Davidson (en)  |
| 1945-1948   | Sylvanus Apps         |
| 1948-1955   | Theodore Kennedy      |
| 1955-1956   | Sidney Smith          |
| 1956-1957   | James Thomson (en)    |
| 1957        | Ted Kennedy           |
| 1957-1969   | George Armstrong      |
| 1969-1975   | David Keon            |
| 1975-1979   | Darryl Sittler        |
| 1979-1980   | Aucun capitaine       |
| 1980-1982   | Darryl Sittler        |
| 1982-1986   | Richard Vaive         |
| 1986-1989   | Aucun capitaine       |
| 1989-1991   | Robert Ramage         |
| 1991-1994   | Wendel Clark          |
| 1994-1997   | Douglas Gilmour       |
| 1997-2008   | Mats Sundin           |
| 2008-2010   | Aucun capitaine       |
| 2010-2016   | Dion Phaneuf          |
| 2016-2019   | Aucun capitaine       |
| 2019-2024   | John Tavares          |
| depuis 2024 | Auston Matthews       |

### Choix de premier tour
Chaque année et depuis 1963, les joueurs des ligues juniors ont la possibilité de signer des contrats avec les franchises de la LNH. Cette section présente les premiers choix de repêchage des Maple Leafs ainsi que les équipes mineures dans lesquelles ces joueurs ont évolué.
| Année | Nom du joueur                             | Rang                         | Équipe mineure (ligue)                                                      |
| ----- | ----------------------------------------- | ---------------------------- | --------------------------------------------------------------------------- |
| 1963  | Walt McKechnie                            | 6e                           | Nationals de London (WOJBHL)                                                |
| 1964  | Tom Martin                                | 5e                           | Marlboro Midgets de Toronto                                                 |
| 1965  | Pas de choix de premier tour              | Pas de choix de premier tour | Pas de choix de premier tour                                                |
| 1966  | John Wright                               | 4e                           | West Clair Jr. B                                                            |
| 1967  | Pas de choix de premier tour              | Pas de choix de premier tour | Pas de choix de premier tour                                                |
| 1968  | Brad Selwood                              | 10e                          | Flyers de Niagara Falls (AHO)                                               |
| 1969  | Ernie Moser                               | 9e                           | Bruins d'Estevan (WCHL)                                                     |
| 1970  | Darryl Sittler                            | 8e                           | Knights de London (AHO)                                                     |
| 1971  | Pas de choix de premier tour              | Pas de choix de premier tour | Pas de choix de premier tour                                                |
| 1972  | George Ferguson                           | 11e                          | Marlboros de Toronto (AHO)                                                  |
| 1973  | Lanny McDonald Bob Neely Ian Turnbull     | 4e 10e 15e                   | Tigers de Medicine Hat (LHOu) Petes de Peterborough (AHO) 67 d'Ottawa (AHO) |
| 1974  | Jack Valiquette                           | 13e                          | Greyhounds de Sault Ste. Marie (AHO)                                        |
| 1975  | Don Ashby                                 | 6e                           | Centennials de Calgary (LHOu)                                               |
| 1976  | Pas de choix de premier tour              | Pas de choix de premier tour | Pas de choix de premier tour                                                |
| 1977  | John Anderson Trevor Johansson            | 11e 12e                      | Marlboros de Toronto (LHJMO) Marlboros de Toronto (LHJMO)                   |
| 1978  | Pas de choix de premier tour              | Pas de choix de premier tour | Pas de choix de premier tour                                                |
| 1979  | Laurie Boschman                           | 9e                           | Wheat Kings de Brandon (LHOu)                                               |
| 1980  | Pas de choix de premier tour              | Pas de choix de premier tour | Pas de choix de premier tour                                                |
| 1981  | Jim Benning                               | 6e                           | Winter Hawks de Portland (LHOu)                                             |
| 1982  | Gary Nylund                               | 3e                           | Winter Hawks de Portland (LHOu)                                             |
| 1983  | Russ Courtnall                            | 7e                           | Cougars de Victoria (LHOu)                                                  |
| 1984  | Al Iafrate                                | 4e                           | Bulls de Belleville (LHO)                                                   |
| 1985  | Wendel Clark                              | 1er                          | Blades de Saskatoon (LHOu)                                                  |
| 1986  | Vincent Damphousse                        | 4e                           | Titan de Laval (LHJMQ)                                                      |
| 1987  | Luke Richardson                           | 7e                           | Petes de Peterborough (LHO)                                                 |
| 1988  | Scott Pearson                             | 6e                           | Canadians de Kingston (LHO)                                                 |
| 1989  | Scott Thornton Rob Pearson Steve Bancroft | 3e 12e 21e                   | Bulls de Belleville (LHO) Bulls de Belleville (LHO)                         |

| Année | Nom du joueur                  | Rang                         | Équipe mineure (ligue)                                  |
| ----- | ------------------------------ | ---------------------------- | ------------------------------------------------------- |
| 1990  | Drake Berehowsky               | 10e                          | Frontenacs de Kingston (LHO)                            |
| 1991  | Pas de choix de premier tour   | Pas de choix de premier tour | Pas de choix de premier tour                            |
| 1992  | Brandon Convery Grant Marshall | 8e 23e                       | Wolves de Sudbury (LHO) 67 d'Ottawa                     |
| 1993  | Kenny Jönsson Landon Wilson    | 12e 19e                      | Rögle BK (Elitserien) Fighting Saints de Dubuque (USHL) |
| 1994  | Éric Fichaud                   | 16e                          | Saguenéens de Chicoutimi (LHJMQ)                        |
| 1995  | Jeff Ware                      | 15e                          | Generals d'Oshawa (LHO)                                 |
| 1996  | Pas de choix de premier tour   | Pas de choix de premier tour | Pas de choix de premier tour                            |
| 1997  | Pas de choix de premier tour   | Pas de choix de premier tour | Pas de choix de premier tour                            |
| 1998  | Nikolaï Antropov               | 10e                          | Torpedo Oust-Kamenogorsk (Superliga)                    |
| 1999  | Luca Cereda                    | 24e                          | HC Ambrì-Piotta (LNA)                                   |
| 2000  | Brad Boyes                     | 24e                          | Otters d'Érié (LHO)                                     |
| 2001  | Carlo Colaiacovo               | 17e                          | Otters d'Érié (LHO)                                     |
| 2002  | Alexander Steen                | 24e                          | Frölunda HC (Elitserien)                                |
| 2003  | Pas de choix de premier tour   | Pas de choix de premier tour | Pas de choix de premier tour                            |
| 2004  | Pas de choix de premier tour   | Pas de choix de premier tour | Pas de choix de premier tour                            |
| 2005  | Tuukka Rask                    | 21e                          | Ilves Tampere (SM-liiga)                                |
| 2006  | Jiří Tlustý                    | 13e                          | HC Kladno (Extraliga tchèque)                           |
| 2007  | Pas de choix de premier tour   | Pas de choix de premier tour | Pas de choix de premier tour                            |
| 2008  | Luke Schenn                    | 5e                           | Rockets de Kelowna (LHOu)                               |
| 2009  | Nazem Kadri                    | 7e                           | Knights de London (LHO)                                 |
| 2010  | Pas de choix de premier tour   | Pas de choix de premier tour | Pas de choix de premier tour                            |
| 2011  | Tyler Biggs Stuart Percy       | 22e 25e                      | USNTDP (USHL) St. Michael's Majors de Mississauga (LHO) |
| 2012  | Morgan Rielly                  | 5e                           | Warriors de Moose Jaw (LHOu)                            |
| 2013  | Frédérik Gauthier              | 21e                          | Océanic de Rimouski (LHJMQ)                             |
| 2014  | William Nylander               | 8e                           | Sodertalje SK (Allsvenskan)                             |
| 2015  | Mitchell Marner                | 4e                           | Knights de London (LHO)                                 |
| 2016  | Auston Matthews                | 1er                          | ZSC Lions (Ligue nationale A)                           |
| 2017  | Timothy Liljegren              | 17e                          | Rögle BK (SHL)                                          |
| 2018  | Rasmus Sandin                  | 29e                          | Greyhounds de Sault Ste. Marie (LHO)                    |
| 2019  | Pas de choix de premier tour   | Pas de choix de premier tour | Pas de choix de premier tour                            |
| 2020  | Rodion Amirov                  | 15e                          | Salavat Ioulaïev Oufa (KHL)                             |
| 2021  | Pas de choix de premier tour   | Pas de choix de premier tour | Pas de choix de premier tour                            |
| 2022  | Pas de choix de premier tour   | Pas de choix de premier tour | Pas de choix de premier tour                            |

### Les dirigeants de la franchise

#### Entraîneurs-chefs
Depuis le début de la franchise, il y a eu 41 entraîneurs différents (ce total inclus les entraîneurs des Arenas et des Saint-Pats).
Francis Clancy et George Imlach ont été à trois reprises derrière le banc des Leafs tandis que John McLellan, Charles Querrie (en) et Constantine Smythe l'auront été à deux reprises.
| No | Nom                    | Premier match     | Dernier match    | Saison régulière | Saison régulière | Saison régulière | Saison régulière | Saison régulière | Saison régulière | Saison régulière | Séries éliminatoires | Séries éliminatoires | Séries éliminatoires | Séries éliminatoires | Remarques                                                                           |
| No | Nom                    | Premier match     | Dernier match    | PJ               | V                | D                | N                | DP               | P                | % V              | PJ                   | V                    | D                    | % V                  | Remarques                                                                           |
| -- | ---------------------- | ----------------- | ---------------- | ---------------- | ---------------- | ---------------- | ---------------- | ---------------- | ---------------- | ---------------- | -------------------- | -------------------- | -------------------- | -------------------- | ----------------------------------------------------------------------------------- |
| 1  | Richard Carroll (en)   | 19 décembre 1917  | 20 février 1919  | 40               | 18               | 22               | 0                | -                | 36               | 45,0             | 7                    | 4                    | 3                    | 57,1                 | Coupe Stanley 1918                                                                  |
| 2  | Francis Heffernan (en) | 23 décembre 1919  | 31 janvier 1920  | 12               | 5                | 7                | 0                | -                | 10               | 41,7             | -                    | -                    | -                    | -                    |                                                                                     |
| 3  | Harvey Sproule         | 4 février 1920    | 13 mars 1920     | 12               | 7                | 5                | 0                | -                | 14               | 58,3             | -                    | -                    | -                    | -                    |                                                                                     |
| 4  | Francis Carroll (en)   | 22 décembre 1920  | 14 mars 1921     | 24               | 15               | 9                | 0                | -                | 30               | 62,5             | 2                    | 0                    | 2                    | 0,0                  |                                                                                     |
| 5  | George O'Donoghue (en) | 17 décembre 1921  | 30 décembre 1922 | 29               | 15               | 13               | 1                | -                | 31               | 53,4             | 7                    | 4                    | 2                    | 64,3                 | Coupe Stanley 1922                                                                  |
| 6  | Charles Querrie (en)   | 3 janvier 1923    | 5 mars 1924      | 43               | 21               | 21               | 1                | -                | 43               | 50,0             | -                    | -                    | -                    | -                    |                                                                                     |
| 7  | Edward Powers          | 29 novembre 1924  | 17 mars 1926     | 66               | 31               | 32               | 3                | -                | 65               | 49,2             | 2                    | 0                    | 2                    | 0,0                  |                                                                                     |
| 8  | Charles Querrie        | 17 novembre 1926  | 14 février 1927  | 29               | 8                | 17               | 4                | -                | 20               | 34,5             | -                    | -                    | -                    | -                    |                                                                                     |
| 9  | Michael Rodden (en)    | 12 février 1927   | 16 février 1927  | 2                | 0                | 2                | 0                | -                | 0                | 0,0              | -                    | -                    | -                    | -                    |                                                                                     |
| 10 | Alexander Romeril (en) | 17 février 1927   | 26 mars 1927     | 13               | 7                | 5                | 1                | -                | 15               | 57,7             | -                    | -                    | -                    | -                    |                                                                                     |
| 11 | Constantine Smythe     | 15 novembre 1927  | 15 novembre 1930 | 134              | 57               | 57               | 20               | -                | 134              | 50,0             | 4                    | 2                    | 2                    | 50,0                 |                                                                                     |
| 12 | Arthur Duncan          | 18 novembre 1930  | 26 novembre 1931 | 47               | 21               | 16               | 10               | -                | 52               | 55,3             | 2                    | 0                    | 1                    | 25,0                 |                                                                                     |
| 13 | Constantine Smythe     | 28 novembre 1931  | 28 novembre 1931 | 1                | 1                | 0                | 0                | -                | 2                | 100,0            | -                    | -                    | -                    | -                    |                                                                                     |
| 14 | James Irvin            | 1er décembre 1931 | 13 avril 1940    | 427              | 216              | 152              | 59               | -                | 491              | 57,5             | 66                   | 33                   | 32                   | 50,8                 | Coupe Stanley 1932 Finales de la Coupe Stanley 1933, 1935, 1936, 1938, 1939 et 1940 |
| 15 | Clarence Day           | 2 novembre 1940   | 9 avril 1950     | 546              | 259              | 206              | 81               | -                | 599              | 54,9             | 80                   | 49                   | 31                   | 61,3                 | Coupes Stanley 1942, 1945, 1947, 1948 et 1949                                       |
| 16 | Joseph Primeau         | 14 octobre 1950   | 22 mars 1953     | 210              | 97               | 71               | 42               | -                | 236              | 56,2             | 15                   | 8                    | 6                    | 56,7                 | Coupe Stanley 1951                                                                  |
| 17 | Francis Clancy         | 10 octobre 1953   | 29 mars 1956     | 210              | 80               | 81               | 49               | -                | 209              | 49,8             | 14                   | 2                    | 12                   | 14,3                 |                                                                                     |
| 18 | Howard Meeker          | 11 octobre 1956   | 24 mars 1957     | 70               | 21               | 34               | 15               | -                | 57               | 40,7             | -                    | -                    | -                    | -                    |                                                                                     |
| 19 | William Reay           | 8 octobre 1957    | 27 novembre 1958 | 90               | 26               | 50               | 14               | -                | 66               | 36,7             | -                    | -                    | -                    | -                    |                                                                                     |
| 20 | George Imlach          | 29 novembre 1958  | 15 février 1967  | 589              | 284              | 207              | 98               | -                | 666              | 56,5             | 73                   | 36                   | 37                   | 49,3                 | Finales de la Coupe Stanley 1959 et 1960 Coupes Stanley 1962, 1963 et 1964          |
| 21 | Francis Clancy         | 18 février 1967   | 11 mars 1967     | 10               | 7                | 1                | 2                | -                | 16               | 80,0             | -                    | -                    | -                    | -                    |                                                                                     |
| 22 | George Imlach          | 12 mars 1967      | 6 avril 1969     | 161              | 74               | 62               | 25               | -                | 173              | 53,7             | 16                   | 8                    | 8                    | 50,0                 | Coupe Stanley 1967                                                                  |
| 23 | John McLellan          | 11 octobre 1969   | 22 février 1972  | 217              | 90               | 95               | 32               | -                | 212              | 48,8             | 6                    | 2                    | 4                    | 33,3                 |                                                                                     |
| 24 | Francis Clancy         | 23 février 1972   | 1er avril 1972   | 15               | 9                | 3                | 3                | -                | 21               | 75,0             | -                    | -                    | -                    | -                    |                                                                                     |
| 25 | John McLellan          | 2 avril 1972      | 1er avril 1973   | 79               | 27               | 43               | 10               | -                | 64               | 40,5             | 5                    | 1                    | 4                    | 20,0                 |                                                                                     |
| 26 | Leonard Kelly          | 10 octobre 1973   | 21 avril 1977    | 318              | 133              | 123              | 62               | -                | 328              | 51,6             | 30                   | 11                   | 19                   | 36,7                 |                                                                                     |
| 27 | Roger Neilson          | 13 octobre 1977   | 22 avril 1979    | 160              | 75               | 62               | 23               | -                | 173              | 54,1             | 19                   | 8                    | 11                   | 42,1                 |                                                                                     |
| 28 | Floyd Smith (en)       | 10 octobre 1979   | 12 mars 1980     | 68               | 30               | 33               | 5                | -                | 65               | 47,8             | -                    | -                    | -                    | -                    |                                                                                     |
| 29 | Terrance Duff          | 15 mars 1980      | 17 mars 1980     | 2                | 0                | 2                | 0                | -                | 0                | 0,0              | -                    | -                    | -                    | -                    |                                                                                     |
| 30 | George Imlach          | 19 mars 1980      | 11 avril 1980    | 10               | 5                | 5                | 0                | -                | 10               | 50,0             | 3                    | 0                    | 3                    | 0,0                  |                                                                                     |
| 31 | Joseph Crozier (en)    | 11 octobre 1980   | 7 janvier 1981   | 40               | 13               | 22               | 5                | -                | 31               | 38,8             | -                    | -                    | -                    | -                    |                                                                                     |
| 32 | Michael Nykoluk        | 10 janvier 1981   | 1er avril 1984   | 280              | 89               | 144              | 47               | -                | 225              | 40,2             | 7                    | 1                    | 6                    | 14,3                 |                                                                                     |
| 33 | Daniel Maloney         | 11 octobre 1984   | 30 avril 1986    | 160              | 45               | 100              | 15               | -                | 105              | 32,8             | 10                   | 6                    | 4                    | 60,0                 |                                                                                     |
| 34 | John Brophy (en)       | 9 octobre 1986    | 17 décembre 1988 | 193              | 64               | 111              | 18               | -                | 146              | 37,8             | 19                   | 9                    | 10                   | 47,4                 |                                                                                     |
| 35 | George Armstrong       | 19 décembre 1988  | 2 avril 1989     | 47               | 17               | 26               | 4                | -                | 38               | 40,4             | -                    | -                    | -                    | -                    |                                                                                     |
| 36 | Doug Carpenter         | 5 octobre 1989    | 25 octobre 1990  | 91               | 39               | 47               | 5                | -                | 83               | 45,6             | 5                    | 1                    | 4                    | 20,0                 |                                                                                     |
| 37 | Tom Watt (en)          | 27 octobre 1990   | 15 avril 1992    | 149              | 52               | 80               | 17               | -                | 121              | 40,6             | -                    | -                    | -                    | -                    |                                                                                     |
| 38 | Patrick Burns          | 6 octobre 1992    | 3 mars 1996      | 281              | 133              | 107              | 41               | -                | 307              | 54,6             | 46                   | 23                   | 23                   | 50,0                 | Trophée Jack-Adams en 1992-1993                                                     |
| 39 | Nicholas Beverley (en) | 6 mars 1996       | 27 avril 1996    | 17               | 9                | 6                | 2                | -                | 20               | 58,8             | 6                    | 2                    | 4                    | 33,3                 |                                                                                     |
| 40 | Michael Murphy         | 17 octobre 1996   | 19 avril 1998    | 164              | 60               | 87               | 17               | -                | 137              | 41,8             | -                    | -                    | -                    | -                    |                                                                                     |
| 41 | Patrick Quinn          | 10 octobre 1998   | 18 avril 2006    | 574              | 300              | 196              | 52               | 26               | 678              | 59,1             | 80                   | 41                   | 39                   | 51,3                 |                                                                                     |
| 42 | Paul Maurice           | 4 octobre 2006    | 5 avril 2008     | 164              | 76               | 66               | -                | 22               | 174              | 53,0             | -                    | -                    | -                    | -                    |                                                                                     |
| 43 | Ronald Wilson          | 9 octobre 2008    | 29 avril 2012    | 310              | 130              | 135              | -                | 45               | 305              | 49,2             | -                    | -                    | -                    | -                    |                                                                                     |
| 44 | Randolph Carlyle       | 3 mars 2012       | 3 janvier 2015   | 188              | 91               | 78               | -                | 19               | 201              | 53,5             | 7                    | 3                    | 4                    | 42,9                 |                                                                                     |
| 45 | Peter Horachek         | 7 janvier 2015    | 11 avril 2015    | 42               | 9                | 28               | -                | 5                | 23               | 27,4             | -                    | -                    | -                    | -                    |                                                                                     |
| 46 | Michael Babcock        | 7 octobre 2015    | 20 novembre 2019 | 351              | 173              | 133              | -                | 45               | 391              | 55,7             | 20                   | 8                    | 12                   | 40,0                 |                                                                                     |
| 47 | Sheldon Keefe          | 20 novembre 2019  | 9 mai 2024       | 349              | 212              | 97               | -                | 40               | 464              | 66,5             | 37                   | 16                   | 21                   | 43,2                 |                                                                                     |
| 48 | Craig Berube           | 17 mai 2024       |                  |                  |                  |                  |                  |                  |                  |                  |                      |                      |                      |                      |                                                                                     |

#### Directeurs généraux
| No | Nom                    | Engagement         | Départ             | Remarques |
| -- | ---------------------- | ------------------ | ------------------ | --- |
| 1  | Charles Querrie (en)   | 1917               | 14 février 1927    | Coupes Stanley 1918 et 1922                                                                                                |
| 2  | Constantine Smythe     | 14 février 1927    | 1er septembre 1957 | Coupes Stanley 1932, 1942, 1945, 1947, 1948, 1949 et 1951 Finales de la Coupe Stanley 1933, 1935, 1936, 1938, 1939 et 1940 |
| 3  | Clarence Day           | 1er février 1955   | 25 mars 1957       | |
| 4  | Howard Meeker          | 1er septembre 1957 | 3 octobre 1957     | |
| -  | Stafford Smythe        | 3 octobre 1957     | 22 novembre 1958   | |
| 5  | George Imlach          | 22 novembre 1958   | 6 avril 1969       | Finales de la Coupe Stanley 1959 et 1960 Coupes Stanley 1962, 1963, 1964 et 1967                                           |
| 6  | James Gregory          | 6 avril 1969       | 4 juillet 1979     | |
| 7  | George Imlach          | 4 juillet 1979     | octobre 1981       | |
| 8  | Gerald McNamara (en)   | octobre 1981       | 7 février 1988     | |
| 9  | Gord Stellick (en)     | 28 avril 1988      | 11 août 1989       | |
| 10 | Floyd Smith (en)       | 15 août 1989       | 4 juin 1991        | |
| 11 | Clifford Fletcher (en) | 4 juin 1991        | 25 mai 1997        | |
| 12 | William Watters (en)   | 25 mai 1997        | 21 août 1997       | |
| 13 | Kenneth Dryden         | 21 août 1997       | 15 juillet 1999    | |
| 14 | Patrick Quinn          | 15 juillet 1999    | 29 août 2003       | |
| 15 | John Ferguson (en)     | 29 août 2003       | 22 janvier 2008    | |
| 16 | Clifford Fletcher      | 22 janvier 2008    | 29 novembre 2008   | |
| 17 | Brian Burke            | 29 novembre 2008   | 9 janvier 2013     | |
| 18 | David Nonis (en)       | 9 janvier 2013     | 12 avril 2015      | |
| 19 | Louis Lamoriello       | 23 juillet 2015    | 30 avril 2018      | |
| 20 | Kyle Dubas             | 11 mai 2018        | 19 mai 2023        | |
| 21 | Brad Treliving (en)    | 31 mai 2023        |                    | |

## Trophées d'équipes et honneurs individuels
Coupe Stanley - Le plus glorieux des trophées, remise au vainqueur des séries éliminatoires.
- 1918 - 1922 - 1932 - 1942 - 1945 - 1947 - 1948 - 1949 - 1951 - 1962 - 1963 - 1964 - 1967

Trophée O'Brien - trophée remis au champion de la saison régulière la Ligue nationale de hockey mais est remplacé en 1923 au profit du trophée Prince de Galles. En 1926, avec l'élargissement de la ligue, il est réintroduit afin de récompenser le vainqueur de la Division Canadienne. En 1938, la LNH revient à une seule division et le trophée est de nouveau retiré et il l'est définitivement après la saison 1949-1950 de la LNH. Entretemps, le trophée est remis au club perdant de la finale de la Coupe Stanley.
- 1918 - 1926

Trophée Prince de Galles
Le trophée Prince de Galles est le trophée qui a changé le plus souvent de signification. En 2007 et depuis 1994, ce trophée récompense le champion de la conférence de l'Est.
Il est mis en place en 1924 et récompense le champion de la saison régulière. Par la suite, il récompense tour à tour l'équipe qui termine première dans la division américaine (1928-1938), le champion de la saison régulière (1939-1967), l'équipe championne de la division Est en saison (1968-1974), l'équipe championne pour la saison régulière de la Conférence Prince-de-Galles (1975-1981) et enfin l'équipe remportant la finale de la Conférence Prince-de-Galles durant les séries éliminatoires (1982-1993).
- 1948 - 1963

Trophée Bill-Masterton
Cette récompense est remise au joueur ayant démontré le plus de qualité de persévérance et d’esprit d’équipe. Ce trophée rend hommage à Bill Masterton, un joueur des North Stars du Minnesota qui est mort le 15 janvier 1968 lors d'un match de la LNH. Le gagnant est choisi par les journalistes.
- Jason Blake : 2008

Trophée Calder
Ce trophée récompense le meilleur joueur dans sa première saison dans la ligue. Pour être éligible, le joueur ne doit pas avoir joué plus de 25 matchs dans la saison régulière précédant celle en cours et pas plus de six matchs durant les deux autres saisons précédentes dans une des ligues professionnelles. Le joueur ne peut pas être âgé de plus de 26 ans le 25 septembre de la saison d'éligibilité.
- Syl Apps : 1937
- Gaye Stewart : 1943
- Gus Bodnar : 1944
- Frank McCool : 1945
- Howie Meeker : 1947
- Frank Mahovlich : 1958
- Dave Keon : 1961
- Kent Douglas : 1963
- Brit Selby : 1966

Trophée Conn-Smythe
Ce trophée récompense le joueur le plus utile des séries éliminatoires depuis la saison 1964-65. Le vote, réalisé par les journalistes, a lieu durant la deuxième période d'un match de la série finale de la Coupe Stanley. Si la série ne se termine pas à l'issue de ce match, les votes sont annulés et le vote recommence à la partie suivante. Le joueur gagnant n'est pas nécessairement dans l'équipe qui remporte la Coupe Stanley.
- Dave Keon : 1967

Trophée Frank-J.-Selke
Ce trophée mis en place en 1978 permet de récompenser l’attaquant aidant le plus sa défense et est nommé en l'honneur de Frank J. Selke, ancien directeur-gérant des Maple Leafs de Toronto et des Canadiens de Montréal. Le vainqueur est désigné par la presse.
- Doug Gilmour : 1993

Trophée Hart
Une des plus belles récompenses pour un joueur de la LNH : la récompense du meilleur joueur, joueur élu par l’Association professionnelle de la presse écrite. C'est également le trophée le plus ancien de tous les trophées : il date de 1923, quand le docteur David Hart en fit don à la ligue. David Hart était le père de l'entraineur-chef et directeur-gérant du Canadien de Montréal, Cecil Hart. 
- Babe Pratt : 1944
- Ted Kennedy : 1955

Trophée King-Clancy
Cette récompense est remise par la Ligue nationale de hockey au joueur de hockey sur glace ayant démontré le meilleur exemple de leadership et ayant le plus contribué à la société.
- Curtis Joseph : 2000

Trophée Lady Byng
Second trophée à être mis en place en 1925, ce trophée récompense le joueur avec le meilleur état d’esprit de la ligue. Il est également décerné par les journalistes et a été mis en place à l'initiative de la femme de Julian Byng, qui aimait avant tout le beau jeu et assistait à de nombreux matchs des Sénateurs d'Ottawa.
- Joe Primeau : 1932
- Gordie Drillon : 1938
- Syl Apps : 1942
- Sid Smith : 1952, 1955
- Red Kelly : 1961
- Dave Keon : 1962, 1963
- Aleksandr Moguilny : 2003

Trophée Jack-Adams
Ce trophée, récompensant le meilleur entraîneur de la saison, est mis en place en 1974 et le vainqueur est désigné par l'ensemble des diffuseurs des matchs. Jack Adams était un entraîneur des Red Wings de Détroit pendant une vingtaine d'années puis dirigeant de l'équipe pendant encore seize ans.
- Pat Burns : 1993

Trophée Vézina
Ce trophée est remis annuellement au gardien de but jugé le meilleur de la saison. Depuis le début de la LNH, Georges Vézina était le gardien attitré des Canadiens de Montréal. Au cours du tout premier match de la saison 1925-26 contre les Pirates de Pittsburgh, Vézina s'effondre sur la glace en première période. Les docteurs diagnostiquent alors une tuberculose dans un état avancé. Il meurt quatre mois plus tard. Le trophée est introduit la saison suivante. 
- Turk Broda : 1941, 1948
- Al Rollins : 1951
- Harry Lumley : 1954
- Johnny Bower : 1961, 1965
- Terry Sawchuk : 1965

Première équipe d'étoiles
- 1931 : King Clancy
- 1932 : Busher Jackson
- 1934 : King Clancy - Charlie Conacher - Busher Jackson
- 1935 : Charlie Conacher - Busher Jackson
- 1936 : Charlie Conacher
- 1937 : Busher Jackson
- 1938 : Gordie Drillon[Note 7]
- 1939 : Syl Apps - Gordie Drillon
- 1941 : Turk Broda - Sweeney Schriner - Wally Stanowski
- 1942 : Syl Apps
- 1943 : Lorne Carr
- 1944 : Lorne Carr - Babe Pratt
- 1946 : Gaye Stewart
- 1948 : Turk Broda
- 1950 : Gus Mortson
- 1954 : Harry Lumley
- 1955 : Harry Lumley - Sid Smith
- 1961 : Johnny Bower - Frank Mahovlich
- 1963 : Carl Brewer - Frank Mahovlich
- 1964 : Tim Horton
- 1968 : Tim Horton
- 1969 : Tim Horton
- 1977 : Börje Salming

Deuxième équipe d'étoiles
- 1932 : King Clancy - Charlie Conacher - Dick Irvin
- 1933 : King Clancy - Charlie Conacher - Dick Irvin - Busher Jackson
- 1934 : Joe Primeau - Dick Irvin
- 1935 : Dick Irvin
- 1936 : Bill Thoms
- 1938 : Syl Apps - Gordie Drillon
- 1941 : Syl Apps
- 1942 : Turk Broda - Gordie Drillon - Bucko McDonald
- 1943 : Syl Apps
- 1944 : Paul Bibeault - Hap Day
- 1945 : Babe Pratt
- 1950 : Ted Kennedy
- 1951 : Ted Kennedy[Note 8] - Jimmy Thomson
- 1952 : Sid Smith - Jimmy Thomson
- 1954 : Tim Horton - Ted Kennedy
- 1956 : Tod Sloan
- 1960 : Allan Stanley
- 1961 : Allan Stanley
- 1962 : Carl Brewer - Dave Keon - Frank Mahovlich
- 1963 : Tim Horton
- 1964 : Frank Mahovlich
- 1965 : Carl Brewer - Frank Mahovlich
- 1966 : Allan Stanley - Frank Mahovlich
- 1967 : Tim Horton
- 1971 : Dave Keon - Jacques Plante
- 1975 : Börje Salming
- 1976 : Börje Salming
- 1977 : Lanny McDonald
- 1978 : Börje Salming - Darryl Sittler
- 1979 : Börje Salming
- 1980 : Börje Salming
- 2002 : Mats Sundin
- 2004 : Mats Sundin

Équipe des recrues de la LNH
- 1983 : Dan Daoust[Note 9]
- 1986 : Wendel Clark
- 1993 : Félix Potvin
- 1995 : Kenny Jönsson
- 1997 : Sergei Berezin
- 1998 : Mike Johnson
- 2009 : Luke Schenn

## Records de la franchise

### Équipe
Les records pour le moins de points, victoires, matchs nuls, buts pour et buts contre sont pour 70 parties ou plus.
- Le plus de points : 105 en 2017-2018
- Le plus de victoires : 45 en 1998-1999, 1999-2000 et 2003-2004
- Le plus de matchs nuls : 22 en 1954-1955
- Le plus de défaites : 52 en 1984-1985
- Le plus de buts pour : 337 en 1989-1990
- Le plus de buts contre : 387 en 1983-1984
- Le moins de points : 48 en 1984-1985
- Le moins de victoires : 20 en 1981-1982 et 1984-1985
- Le moins de matchs nuls : 4 en 1989-1990
- Le moins de défaites : 16 en 1950-1951
- Le moins de buts pour : 147 en 1954-1955
- Le moins de buts contre : 131* en 1953-1954
- La plus longue série consécutive de victoires (en tout) : 10, du 7 au 28 octobre 1993
- La plus longue série consécutive de victoires (à domicile) : 9, du 11 novembre au 26 décembre 1953 et du 6 mars au 7 avril 2007
- La plus longue série consécutive de victoires (à l'étranger) : 7, du 14 novembre au 15 décembre 1940, du 4 décembre 1960 au 5 janvier 1961 et du 29 janvier au 22 février 2003
- La plus longue série consécutive sans défaite (en tout) : 11, du 15 octobre au 8 novembre 1950 (8 victoires et 3 matchs nuls) et du 6 janvier au 1er février 1994 (7 victoires et 4 matchs nuls)
- La plus longue série consécutive sans défaite (à domicile) : 18, du 28 novembre 1933 au 10 mars 1934 (15 victoires et 3 matchs nuls) et du 31 octobre 1953 au 23 janvier 1954 (16 victoires et 2 matchs nuls)
- La plus longue série consécutive sans défaite (à l'étranger) : 9, du 30 novembre 1947 au 11 janvier 1948 (4 victoires et 5 matchs nuls)
- La plus longue série consécutive de défaites (en tout) : 11, du 12 janvier au 6 février 2015
- La plus longue série consécutive de défaites (à domicile) : 11, du 11 février au 29 mars 2012
- La plus longue série consécutive de défaites (à l'étranger) : 16, du 2 janvier au 1er mars 2015
- La plus longue série consécutive sans victoire (en tout) : 15, du 26 décembre 1987 au 25 janvier 1988 (11 défaites et 4 matchs nuls)
- La plus longue série consécutive sans victoire (à domicile) : 11, du 19 décembre 1987 au 25 janvier 1988 (7 défaites et 4 matchs nuls) et du 11 février au 29 mars 2012 (8 défaites et 3 défaites en prolongation/fusillade)
- La plus longue série consécutive sans victoire (à l'étranger) : 18, du 6 octobre 1982 au 5 janvier 1983 (13 défaites et 5 matchs nuls)
- Le plus de blanchissages en une saison : 13 en 1953-1954
- Le plus de minutes de pénalités en une saison : 2 419 en 1989-1990
- Le plus de buts en un match : 14, le 16 mars 1957 (NYR 1 à Toronto 14)

### Individuel
- Le plus de saisons : 21, George Armstrong
- Le plus de parties jouées : 1 187, George Armstrong
- Le plus de buts en carrière : 420, Mats Sundin
- Le plus d'assistances en carrière : 620, Börje Salming
- Le plus de points en carrière : 987, Mats Sundin (420B, 567A)
- Le plus de minutes de pénalités en carrière : 2 265, Tie Domi
- Le plus de blanchissages en carrière : 62, Turk Broda
- La plus longue série consécutive de parties jouées : 486, Tim Horton (du 11 février 1961 au 4 février 1968)
- Le plus de buts en une saison : 54, Rick Vaive en 1981-1982
- Le plus d'assistances en une saison : 95, Doug Gilmour en 1992-1993
- Le plus de points en une saison : 127, Doug Gilmour en 1992-1993 (32B, 95A)
- Le plus de minutes de pénalités en une saison : 365, Tie Domi en 1997-1998
- Le plus de points par un défenseur en une saison : 79, Ian Turnbull en 1976-1977 (22B, 57A)
- Le plus de points par un centre en une saison : 127, Doug Gilmour en 1992-1993 (32B, 95A)
- Le plus de points par un ailier droit en une saison : 97, Wilf Paiement en 1980-1981 (40B, 57A)
- Le plus de points par un ailier gauche en une saison : 99, Dave Andreychuk en 1993-1994 (53B, 46A)
- Le plus de points par une recrue en une saison : 66, Peter Ihnacak en 1982-1983 (28B, 38A)
- Le plus de victoires en une saison : 38, Frederik Andersen en 2017-2018
- Le plus de blanchissages en une saison : 13, Harry Lumley en 1953-1954
- Le plus de buts dans un match : 6, Corb Denneny (26 janvier 1921) et Darryl Sittler (7 février 1976)
- Le plus d'assistances dans un match : 6, Babe Pratt (8 janvier 1944) et Doug Gilmour (13 février 1993)
- Le plus de points dans un match : 10*, Darryl Sittler (7 février 1976) (6B, 4A)

* Record de la LNH